# Polystichum × yokohamense
Polystichum × yokohamense là một loài dương xỉ trong họ Dryopteridaceae. Loài này được T.Oka & S.Ohtani mô tả khoa học đầu tiên năm 1980.